# محطة قطار بئر توتة
محطة قطار بئر توتة هي محطة قطارات ببئر توتة في بلدية أولاد شبل بولاية الجزائر ضمن سهل متيجة قرب وادي الحراش والطريق الوطني رقم 1، وتنطلق منها أنواع عديدة من القطارات على اختلاف درجاتها إلى جميع نواحي الجزائر · .

## تاريخ

### الإنشاء
يرجع إنشاء محطة قطار بئر توتة إلى النصف الثاني من القرن التاسع عشر حينما تم تدشينها مع لقصبة في يوم 15 أوت 1862م بالموازاة مع استلام أول خط سكة حديد طوله 50 كلم يربط مدينة الجزائر بمدينة البليدة.
وكان المهندس المعماري شارل فريديريك شاسيريو [الفرنسية] هو الذي قام بتصميم مبنى هذه المحطة عند إنشائها الأول.
وتم تاريخيا البدء في إنشاء محطة قطار بئر توتة أثناء الاحتلال الفرنسي للجزائر مباشرة بعد إقرار المرسوم الإمبراطوري بتاريخ 8 أفريل 1857م القاضي بإنجاز خط سكة حديد من الجزائر إلى وهران.
وتكفلت شركة السكك الحديدية الجزائرية [الفرنسية] بإنجاز هذا المشروع وفق صيغة امتياز استغلال سكة حديد [الفرنسية] بواسطة عقدين بتاريخ 20 جوان 1860م و11 جويلية 1860م.
وكان نابليون الثالث قد أمر في العام 1858م بتهيئة الأرضية الممتدة من قصبة الجزائر إلى غاية بوفاريك تحضيرا لإنجاز سكة حديد.
وتم إنهاء بناء محطة قطار بئر توتة وتدشينها بتاريخ 15 أوت 1862م أثناء إنجاز خط سكة حديد من الجزائر إلى وهران.
وصار استغلال خط سكة الحديد من القصبة إلى البليدة فعليا ابتداء من 8 سبتمبر 1862م بالنسبة لقطار السلع [الفرنسية]، ثم في 25 أكتوبر 1862م بالنسبة لقطار المسافرين [الفرنسية].
وتمت إعادة تشييد محطة قطار بئر توتة في بداية القرن العشرين لتبقى على نفس الشكل إلى غاية العام 1987م.

### الازدواجية
تمت إعادة بناء محطة قطار بئر توتة وترقية سكة حديدها من مسار فردي إلى مسار مزدوج في العام 1987م.
وتم هذا التحديث بواسطة «اتفاق تعاون في السكك الحديدية» ما بين الجزائر والنمسا يقضي آنذاك بإنجاز العديد من المشاريع خاصة في ضاحية الجزائر ما بين بئر توتة والعفرون على مسار مزدوج.
وقد ساهمت الشركات النمساوية بالتقانة والتجربة في تطوير محطة قطار بئر توتة ومحيطها، عبر مراحل التخطيط والهندسة المدنية المتخصصة وإشارات السكك الحديدية وسكة الحديد المكهربة · .

### الكهربة
يُعتبر خط سكة الحديد الذي يعبر «محطة قطار بئر توتة» من أهم خطوط السكة الحديدية في الجزائر بمعدل 63 قطارا لنقل المسافرين يوميا.
وقد تم تحويل سكة حديد هذه المحطة إلى سكة حديد مكهربة بجهد كهربائي شدته 25 000 فولط ما بين لقصبة ولبليدة على مسافة 50 كلم في شهر جانفي 2009م.
وقامت شركة الشركة الوطنية للنقل بالسكك الحديدية، مع شركات أخرى مثل ألستوم والمجمع الصيني لأشغال السكك الحديدية وسيمنز وأبينغوا ومجموعة حداد وأنفراراي، بتطوير إشارات السكك الحديدية والاتصالات بين القطارات على مستوى هذه المحطة وهذا الخط المكهرب · .

## الخطوط والمحطات الموصولة

### خط سكة حديد منالحراش إلى بئر توتة
|  |   |  | محطة قطار   | بلدية       | الربط بالقطار والترامواي | الربط بالمترو                                                        |
|  | - |  | ----------- | ----------- | ------------------------ | -------------------------------------------------------------------- |
|  | ● |  | الحراش      | الحراش      | • المقارية • الرغاية     | • محطة مترو قطار الحراش [الفرنسية] • محطة مترو وسط الحراش [الفرنسية] |
|  | ● |  | جسر قسنطينة | جسر قسنطينة |                          |                                                                      |
|  | ● |  | بابا علي    | بابا علي    |                          |                                                                      |
|  | ● |  | بئر توتة    | بئر توتة    | • زرالدة • بني مراد      |                                                                      |

### خط سكة حديد من بئر توتة إلى زرالدة
|  |   |  | محطة قطار           | بلدية        | الربط بالقطار والترامواي | الربط بالمترو |
|  | - |  | ------------------- | ------------ | ------------------------ | ------------- |
|  | ● |  | بئر توتة            | بئر توتة     | •بابا علي • بني مراد     |               |
|  | ● |  | تسالة المرجة        | تسالة المرجة |                          |               |
|  | ● |  | جامعة سيدي عبد الله | المحالمة     |                          |               |
|  | ● |  | سيدي عبد الله       | المحالمة     |                          |               |
|  | ● |  | زرالدة              | زرالدة       | • عين البنيان            |               |

### خط سكة حديد من بئر توتة إلى العفرون
|  |   |  | محطة قطار | بلدية    | الربط بالقطار والترامواي | الربط بالمترو |
|  | - |  | --------- | -------- | ------------------------ | ------------- |
|  | ● |  | بئر توتة  | بئر توتة | • بابا علي •تسالة المرجة |               |
|  | ● |  | بوفاريك   | بوفاريك  |                          |               |
|  | ● |  | بني مراد  | بني مراد |                          |               |
|  | ● |  | البليدة   | البليدة  | • الجلفة                 |               |
|  | ● |  | الشفة     | الشفة    |                          |               |
|  | ● |  | موزاية    | موزاية   |                          |               |
|  | ● |  | العفرون   | العفرون  | • وهران • تيبازة (مشروع) |               |

## مكتبة الصور

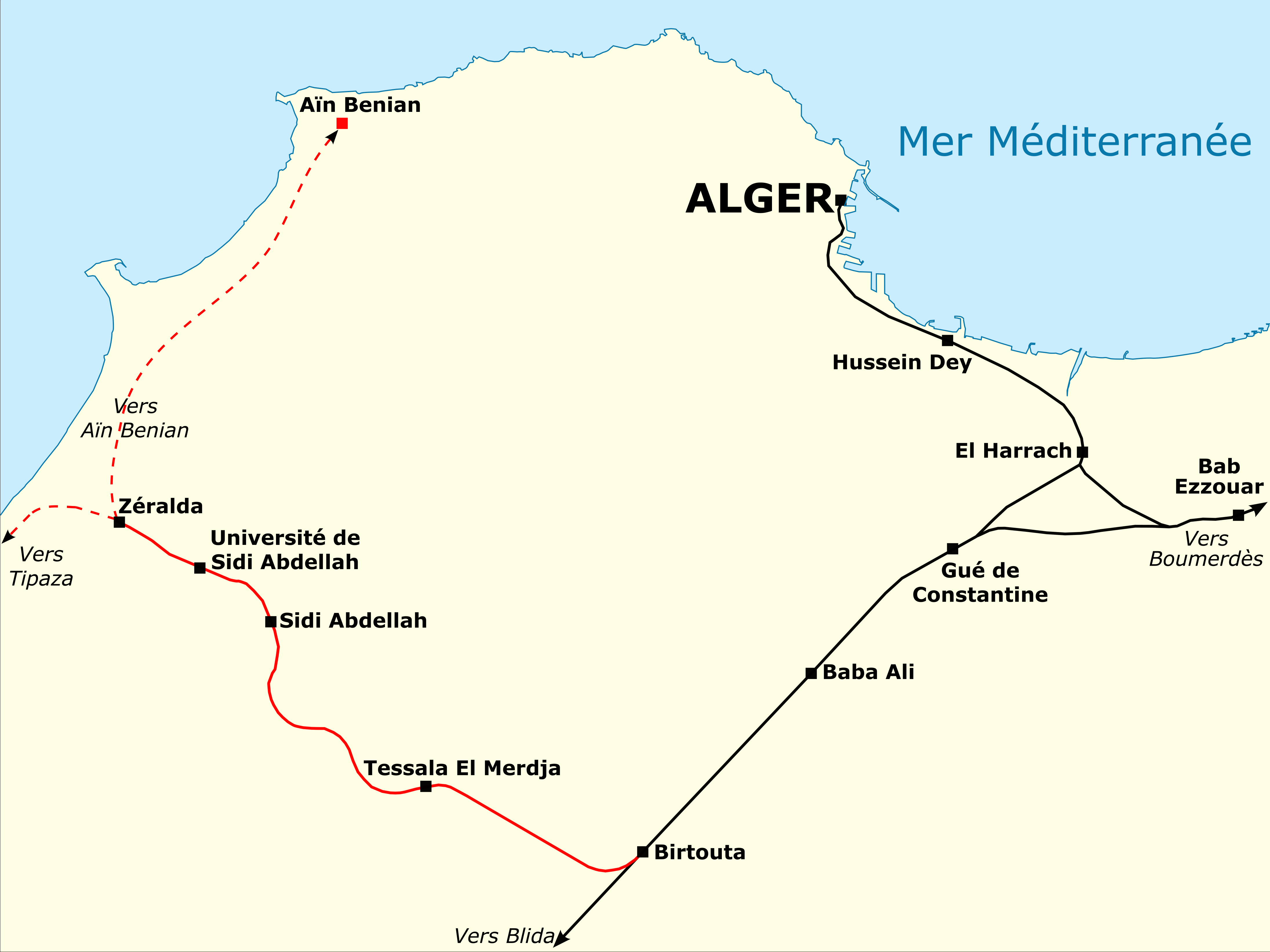
خط سكة حديد من بئر توتة إلى زرالدة
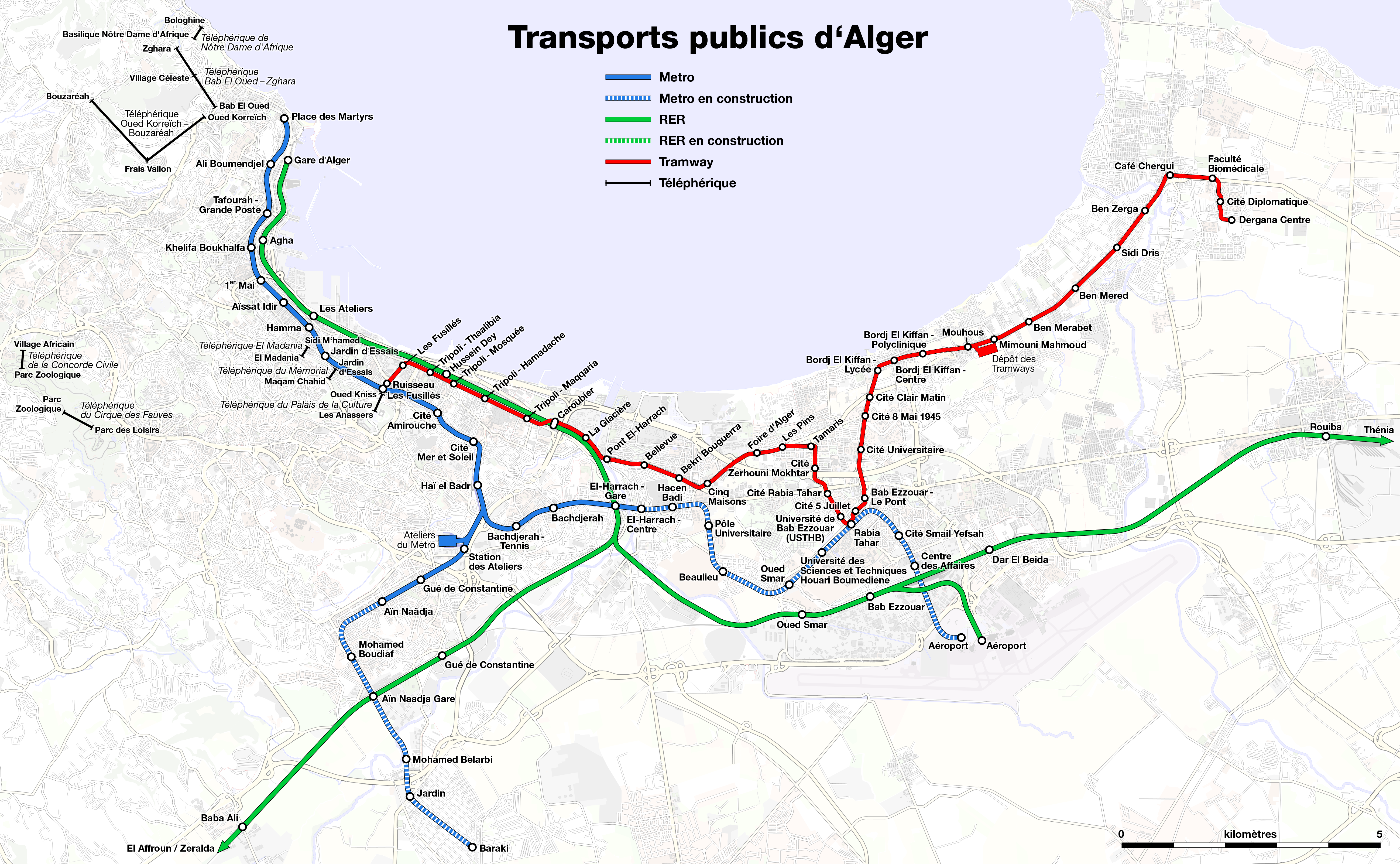
مترو الجزائر وترامواي الجزائر العاصمة
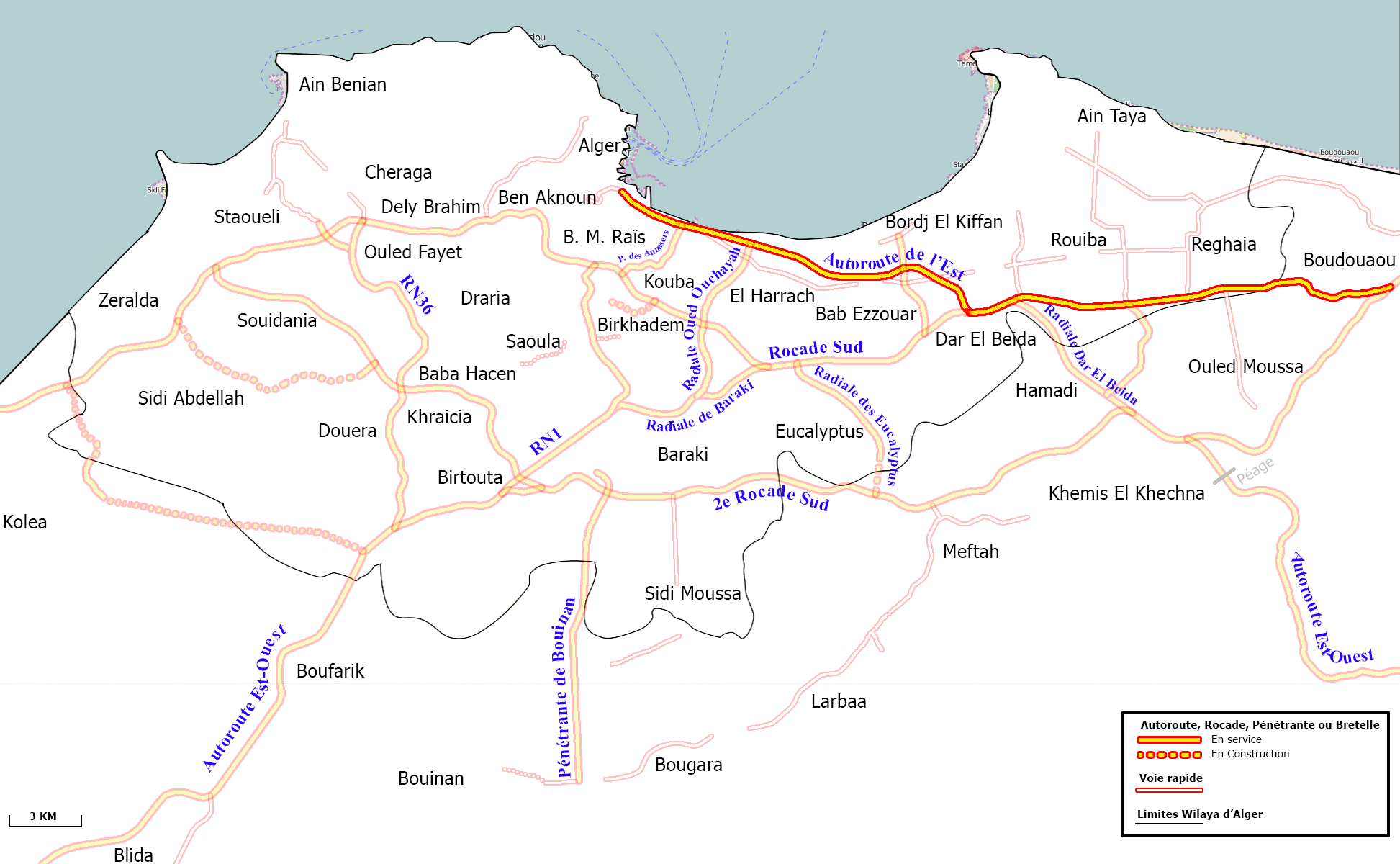
النقل في ولاية الجزائر
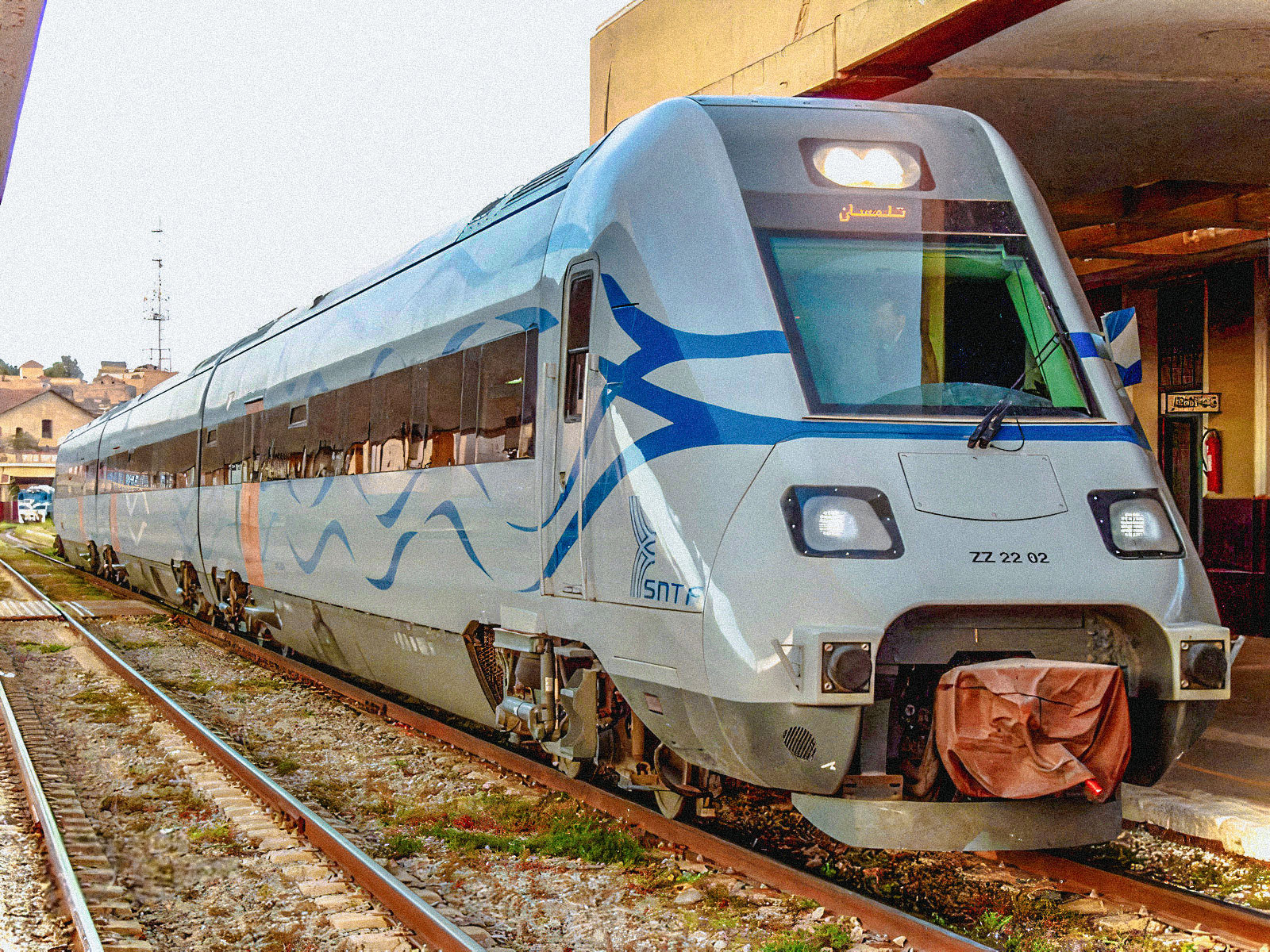
الشركة الوطنية للنقل بالسكك الحديدية
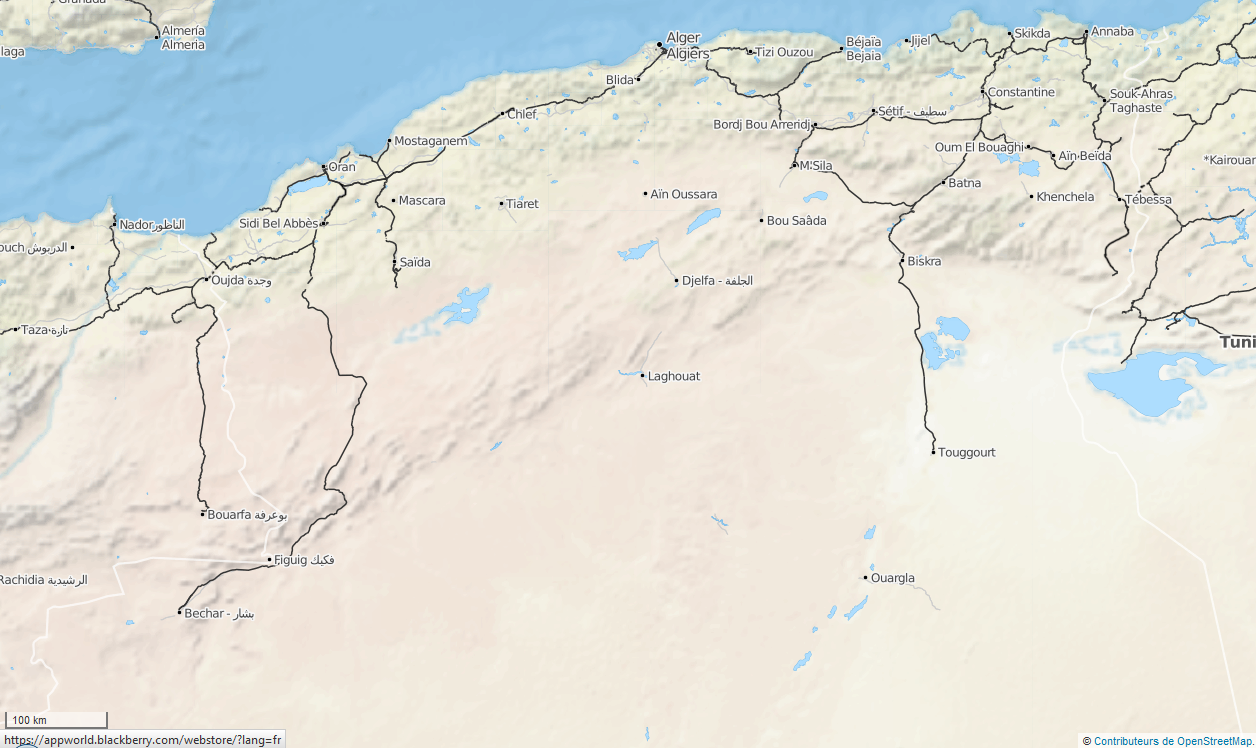
النقل بالسكة الحديدية في الجزائر
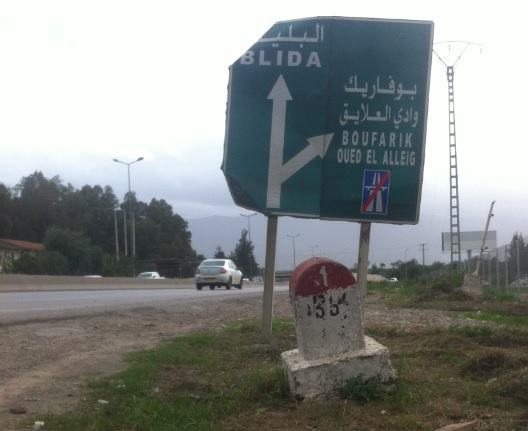
طريق وطني 1 (الجزائر)
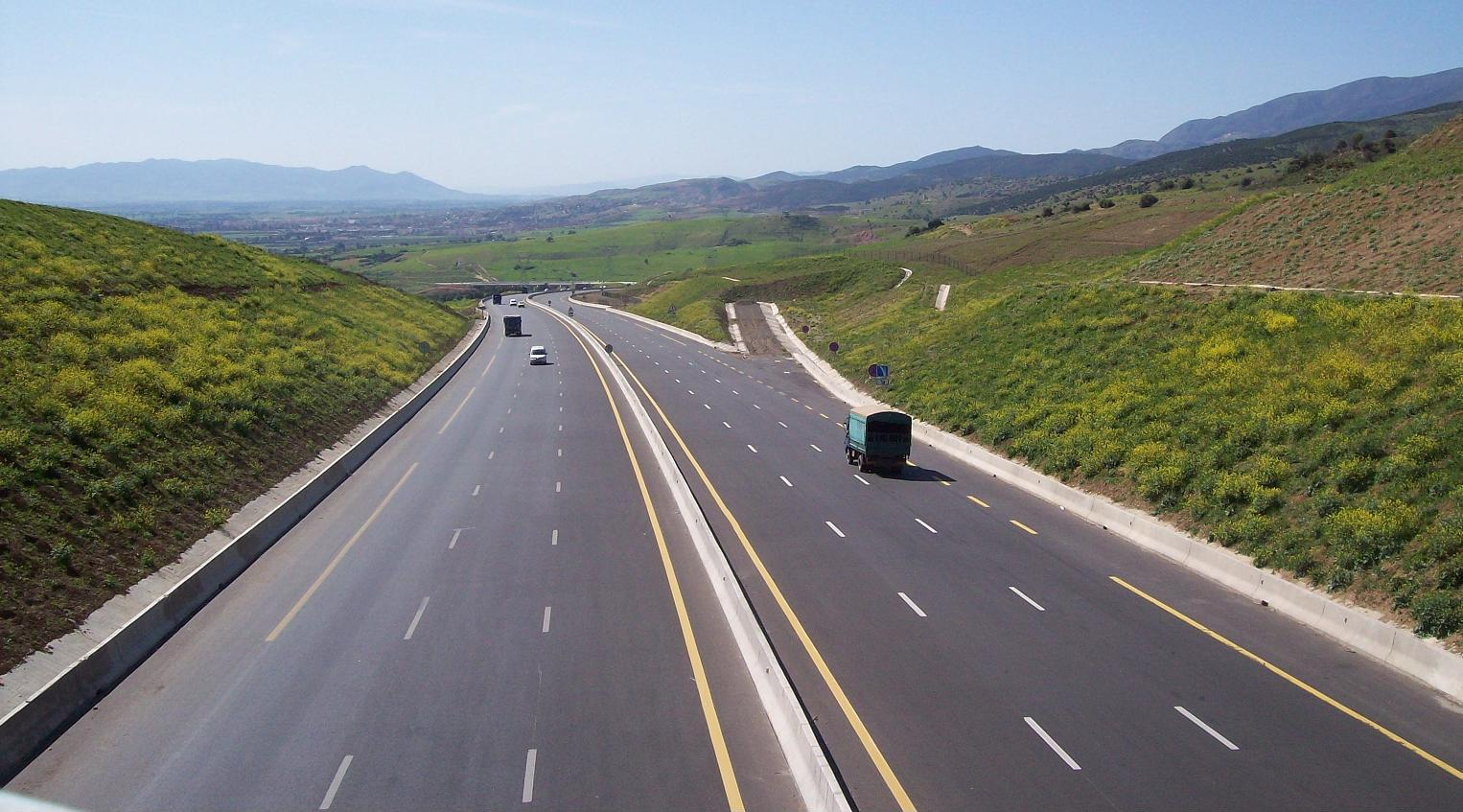
الطريق السيار شرق-غرب

### مواضيع ذات صلة
- وزارة النقل الجزائرية
- الشركة الوطنية للنقل بالسكك الحديدية
- النقل في الجزائر
- محطات السكك الحديدية في الجزائر
- النقل بالسكة الحديدية في الجزائر
- النقل في ولاية الجزائر
- تاريخ السكك الحديدية الجزائرية
- قائمة خطوط السكة الحديدية في الجزائر
- الوكالة الوطنية لدراسة ومتابعة إنجاز الاستثمارات في السكك الحديدية
- قائمة محطات القطار في الجزائر
- شركة السكك الحديدية الجزائرية [الفرنسية]
- خط سكة حديد من الجزائر إلى وهران
- طريق وطني 1 (الجزائر)
- الطريق السيار شرق-غرب

### فيديوهات
- محطة قطار بئر توتة على يوتيوب

### وصلات خارجية
- الموقع الرسمي للشركة الوطنية للنقل بالسكك الحديدية